# Anna Maria Wilhelmine van Hasselt-Barth
Anna Maria Wilhelmine van Hasselt-Barth (Amsterdam, 14 juli 1811 – Mannheim, 4 januari 1881) was een Duitse zangeres van Nederlandse komaf. Haar stembereik was sopraan. In Duitsland wordt ze gezien als een van de belangrijkste zangeressen uit die tijd vanwege haar coloratuur- en dramatische zangkunsten. 
Ze is als Maria Anna op 15 juli 1811 gedoopt als onwettig kind van Dirk van Hasselt en Johanna Maria Servas in de Rooms-Katholieke kerk De Krijtberg, Amsterdam met de toevoeging "heri nata" (gisteren geboren) in het doopboek. In 1840 trouwde ze met pianist, dirigent en liedcomponist Gustav Barth, van wie ze later weer scheidde. Ze hield echter haar mans naam aan in de artiestenwereld Hasselt-Barth. Hun dochter Johanna van Hasselt-Barth (1841-1918) was soubrette en operettezangeres.
Ze werd geboren in Amsterdam, maar trok al snel naar Duitsland. Ze kreeg daar haar muziekopleiding in Frankfurt am Main, Offenbach am Main, bij Joseph Fisher in Karlsruhe en in 1829 bij sopraan Fanny Tacchinardi Persiani en dirigent Pietro Romani in Florence. Ze ondernam in 1829 een studiereis naar Italië. Haar debuut vond plaats in Triëst in 1831, toen ze op de planken stond in de opera Gli Arabi nelle Gallie van Giovanni Pacini. Ze trad echter ook op als concertzangeres. Tot 1833 leefde ze in de Italiaanse havenstad. Ze zong enige tijd in het Teatro Carlo Felice in Genua en verzorgde concerten elders in Italië. Rond 1834 sloot ze zich aan bij Münchner Hofoper. Haar debuut als hofzangeres maakte ze in Il pirata van Vincenzo Bellini. Het jaar daarop (12 september 1835) zong ze in de première van Hippolyte Chelards Die Hermannsschlacht. In 1837 maakte ze faam met een concertreis door Duitsland. In 1838 verzorgde ze gastoptredens bij het Operahuis in Frankfurt en bij het Hoftheater in Darmstadt. Voordat ze in 1839 bij het gezelschap in München vertrok zong ze op 12 april 1839 nog mee in de première van Alidia van Franz Lachner. Ze sloot zich aan bij het gezelschap van het Kärtnerorttheater, alwaar ze tot 1853 zou zingen. In die tijd deed talloze gastoptredens in midden-Europese steden en daarbuiten, slechts af en toe was ze in Nederland te bewonderen in zalen als Frascati theater en Diligentia (maart 1852). In 1853 trok ze zich terug uit de operawereld. Wel gaf ze vanaf 1868 nog enige tijd zangles in Wenen.  
Hoogtepunten uit haar zangcarrière waren onder andere die van Konstanze in Die Entführung aus dem Serail en van Donna Anna in Don Giovanni van Wolfgang Amadeus Mozart.
Componist Joannes Josephus Viotta droeg zijn Zes liederen (Vergeet mij niet; Moeder en kind; Aan de starren; Kabouterke; Arm meisjen en Des Morgens) aan haar op, Richard Hol deed hetzelfde met zijn lied De storm. Franz Eybl maakte een lithografie van haar in 1851.
- Gemeinsame Normdatei: 116515368
- Virtual International Authority File: 3224301
- WorldCat: E39PBJymtMWYdY6xpYhyHKDrMP